# Fernando Pareyón
Fernando Pareyón fue un pelotari mexicano, hijo del general Armando Pareyón Azpeitia, en su momento jefe del Estado Mayor Presidencial del general Lázaro Cárdenas. Durante el Campeonato del Mundo de Pelota Vasca de 1952 ganó la medalla de plata en la especialidad de Cesta punta junto a Manuel Barrera tras ser derrotado por los españoles M. Balet y J. Balet. 

## Ingeniero civil
Ingeniero civil por la UNAM, tradujo al español el libro Problemas de suministro de agua y plomería en edificios, de Henry L. Shoulder y James B. Fullman, publicado por Editorial Limusa, Ciudad de México, 1985 (233 pp.). Falleció en 1999, a causa de una embolia.